# إغوانة أواكساكانية
إغوانة أواكساكانية (الاسم العلمي: Ctenosaura oaxacana) (بالإنجليزية: Oaxacan spinytail iguana)‏ هي نوع من الزواحف تتبع جنس الإغوانة شائكة الذيل من الفصيلة الإغوانية.